# Ouragan Iris
Pour les articles homonymes, voir Cyclone tropical Iris.
L'ouragan Iris est la onzième dépression tropicale, la neuvième tempête tropicale, le cinquième ouragan, et le troisième ouragan majeur de la Saison cyclonique 2001 dans l'océan Atlantique nord dans le bassin de l'océan Atlantique.
Après les ouragans du mois de septembre, Iris marque un retour sous les tropiques. Elle devient un cyclone tropical au-dessus des Petites Antilles, puis s'intensifie en mer des Caraïbes, tout en gardant une petite taille. Elle deviendra l'un des deux ouragans de catégorie 4, et le deuxième plus puissant ouragan de la saison, aux côtés de l'ouragan Michelle. Elle aura une trajectoire et un développement très linéaires, qui s'achèveront au-dessus du Belize.
À la suite des nombreux décès qui y ont été reliés, son nom a été retiré de la liste du bassin atlantique, lequel fut remplacé par Ingrid.

## Évolution météorologique
Une onde tropicale passe les côtes de Guinée le 28 septembre. Suivant les alizés, elle se déplace vers l'Ouest à travers l'Atlantique. Elle rencontre alors un environnement très défavorable. Un large creux barométrique d'altitude dans lequel est prise une dépression, est positionné au Nord Est des Petites Antilles. Il provoque un fort cisaillement du vent dans les tropiques. À partir du 3 octobre, le creux s'isole et migre vers le Sud-Ouest. Le cisaillement de vent se relâche alors. Un anticyclone d'altitude peut également se constituer au-dessus de l'onde tropicale, et interagir favorablement avec elle. La convection se renforce rapidement, et une circulation cyclonique se développe. L'onde est alors à 1 100 kilomètres environ des Petites Antilles, par 50° Ouest. Le système devient suffisamment organisé pour que la formation de la dépression tropicale Onze soit reconnue le 4 octobre. Elle est alors située à 160 kilomètres au Sud Est de la Barbade.
Initialement, les reconnaissances aériennes eurent des difficultés à trouver un centre fermé. Le NHC n'exclut pas au début la possibilité que la dépression s'ouvre à nouveau en onde tropicale si elle maintient sa vitesse de déplacement élevée. Le NHC n'est pas non plus certain que la dépression soit bien un centre fermé. Pourtant, la dépression maintient une bonne apparence sur les images satellites, apparence plus proche de celle d'une tempête tropicale que d'une dépression tropicale. De même, nombre de modèles ne voient aucune possibilité de développement. Face à ces incertitudes, le NHC attendra un nouveau vol de reconnaissance pour revaloriser la dépression en tempête tropicale Iris. Malgré cela, le NHC note que le centre reste fragile, et donc que la tempête tropicale nouvellement formée pourrait être très sensible à des conditions défavorables. Dans la réanalyse de routine après la saison, il sera déterminé qu'en réalité le statut de tempête tropicale a été atteint neuf heures plus tôt, le 5 septembre à 12 h 0, à 445 kilomètres au Sud Sud Est de Puerto Rico.
Iris circula alors rapidement à l'Ouest Nord Ouest. Elle est prise dans un flux d'Est dans tous les niveaux de l'atmosphère. Dans les couches moyennes et basses de l'atmosphère, une dorsale de l'anticyclone subtropical commande un flux d'Est. En parallèle, en altitude, la dépression qui a causé tant de désagréments à l'onde tropicale est descendue vers le Sud et maintient elle aussi un flux d'Est.
Durant les 24 heures qui suivent sa revalorisation en tempête tropicale, Iris ne se renforce guère. Elle conserve un centre fragile. Elle garde malgré tout une apparence très favorable sur les images satellites. Finalement, le 6 octobre à 18 h 0,  Iris atteint le statut d'ouragan. Un premier vol de reconnaissance avait déjà trouvé un mur de l'œil fermé de 37 kilomètres, puis un second vol a confirmé ces observations et trouvé des vents de force ouragan.
Au nord d'Iris, le 6 et 7 octobre, la dorsale se renforce, forçant  Iris à prendre une trajectoire à l'Ouest, et même une trajectoire avec une petite composante Sud. Ce léger changement de direction permet à la Jamaïque d'être relativement épargnée.  Iris reste de plus un ouragan compact, et la Jamaïque évitera une bonne partie des phénomènes météorologiques associés à  Iris.
Le 7 octobre,  Iris cesse une nouvelle fois de s'intensifier. Son œil s'est quelque peu contracté et mesure maintenant 20 à 25 kilomètres de diamètre. Sa circulation interagit alors avec le terrain montagneux des Grandes Antilles, en particulier d'Haïti et de la Jamaïque. Le centre d' Iris passe ainsi à environ 80 kilomètres au Sud de Kingston. De plus, la dépression coupée est toujours présente. Elle est remontée un peu vers le Nord, interférant avec la divergence d'altitude d' Iris dans son demi cercle Sud.
Finalement, à partir du 8 octobre,  Iris s'intensifie rapidement. La dépression coupée se sépare définitivement d' Iris. De plus, l'ouragan se retrouve au-dessus de la mer des Caraïbes orientale, qui possède un important contenu en chaleur océanique. L'œil mesure maintenant environ 15 kilomètres. La pression continue de chuter, perdant 38 hectopascals en 12 heures. Le mur de l'œil se contracte également, et l'œil atteint le diamètre de seulement 13 kilomètres, ce qui est indicateur d'un ouragan puissant et en cours d'intensification. Mais, ce même jour, se développe un cycle de remplacement du mur de l'œil.
Sa trajectoire est alors de l'Ouest Sud Ouest, contrainte par une puissante dorsale qui s'établit à travers tout l'atmosphère.

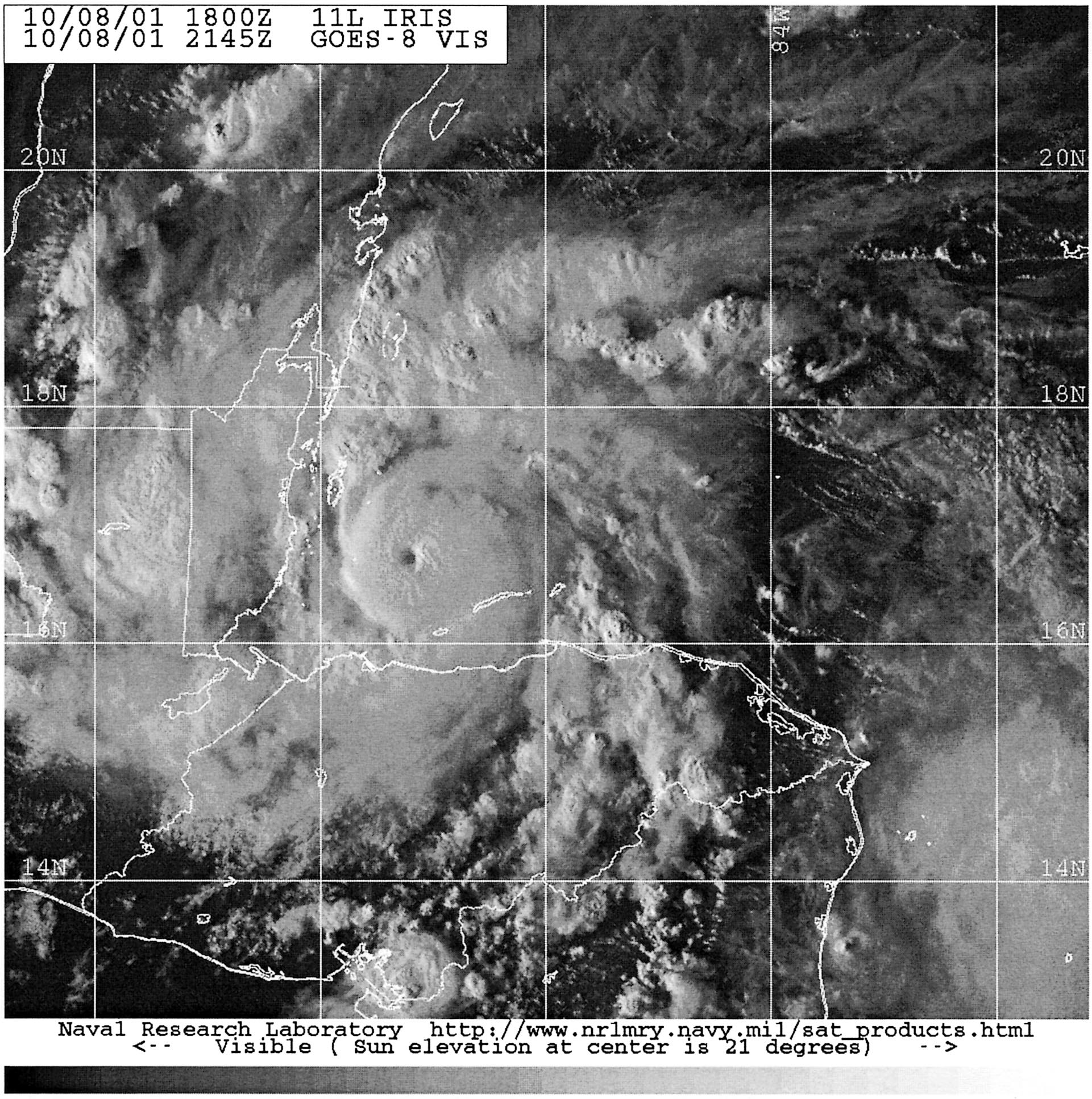

À 12 h 0, le 8 octobre, alors qu'il y a des signes évidents de la présence de trois murs de l'œil concentriques,  Iris atteint son premier pic d'intensité en soutenant des vents à 220 km/h. Le mur interne s'effondre alors, et le mur interne se contracte. Habituellement, les ouragans faiblissent lors de cette phase, mais  Iris est un petit ouragan, et le mur externe est déjà très proche.  Iris faiblit malgré tout un peu, mais le nouveau mur de l'œil se contracte et définit un nouvel œil de 19 kilomètres de diamètre, ce qui reste un faible diamètre.  Iris atteint son deuxième pic d'intensité en soutenant à nouveau des vents à 230 km/h.
Iris touche terre le 9 octobre, vers 2 h 0, à la ville de Monkey River, alors qu'elle est à son pic d'intensité.
La petite circulation d'Iris souffre très vite du terrain montagneux du Guatemala et du Mexique. Elle redevient en six heures une tempête tropicale, ce qui est assez court. Et six heures plus tard, elle n'est déjà plus qu'une dépression tropicale, ce qui est un temps là aussi court. Son centre de haut niveau parvient cependant à passer, et rejoindre le Pacifique. La dépression résiduelle développera à nouveau de la convection, et formera la Tempête tropicale Manuel. Cette tempête tropicale se dissipera le 18 octobre en rencontrant des eaux plus froides et du cisaillement de vent.

## Conséquences du passage d'Iris

### Bilan

#### En mer
Un bateau de plongée, le Wave Dancer, a coulé à la suite du passage d'Iris. À bord se trouvaient vingt citoyens américains en vacances, et huit membres d'équipage du Belize. Le bateau était affrété pour un club de plongée de Richmond. Le bateau s'était réfugié dans une baie, alors que les autorités locales avaient laissé la possibilité de débarquer les personnes pour se réfugier à terre. Il y en aura en tout vingt morts, dix-sept vacanciers et trois membres d'équipage,,.
Un autre bateau, le Vendera, aurait également coulé, mais cette information n'a jamais été confirmée.